# Mistrovství světa ve veslování 2000

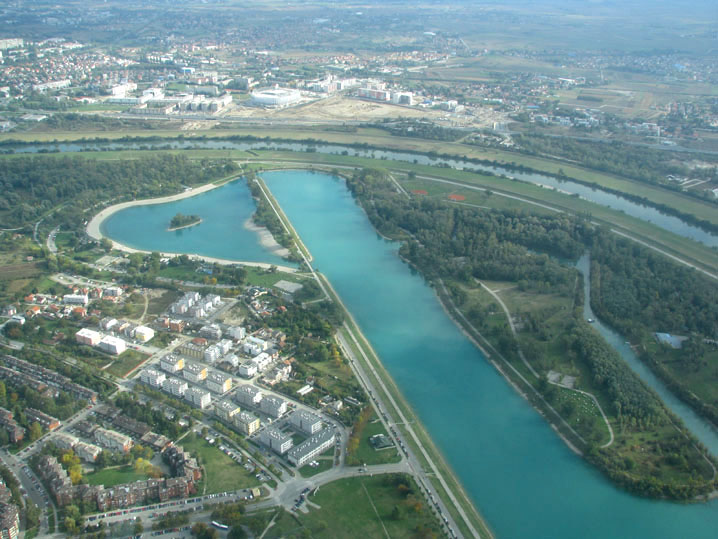
Jezero Jarun, dějiště šampionátu. V pozadí oblouk řeky Sávy.

Mistrovství světa ve veslování 2000 byl v pořadí 29. šampionát konaný mezi 1. a 6. srpnem 2000 na jezeře Jarun v chorvatském Záhřebu.
Každoroční veslařská regata trvající jeden týden je organizována Mezinárodní veslařskou federací (International Rowing Federation; FISA) obvykle na konci léta severní polokoule. V neolympijských letech představuje mistrovství světa vyvrcholení mezinárodního veslařského kalendáře a v roce, jenž předchází  olympijským hrám, představuje jejich hlavní kvalifikační událost. V olympijských letech pak program mistrovství zahrnuje pouze neolympijské disciplíny.
Rok 2000 byl rokem olympijským, proto program mistrovství zahrnoval pouze neolympijské disciplíny.

## Medailové pořadí
| Pořadí | Země               | Zlato | Stříbro | Bronz | Celkem |
| ------ | ------------------ | ----- | ------- | ----- | ------ |
| 1      | USA                | 2     | 2       | 0     | 4      |
| 1      | Spojené království | 2     | 2       | 0     | 4      |
| 3      | Německo            | 1     | 1       | 2     | 4      |
| 4      | Japonsko           | 1     | 0       | 0     | 1      |
| 4      | Kanada             | 1     | 0       | 0     | 1      |
| 4      | Finsko             | 1     | 0       | 0     | 1      |
| 4      | Česko              | 1     | 0       | 0     | 1      |
| 4      | Bělorusko          | 1     | 0       | 0     | 1      |
| 9      | Austrálie          | 0     | 1       | 1     | 2      |
| 9      | Irsko              | 0     | 1       | 1     | 2      |
| 9      | Rumunsko           | 0     | 1       | 1     | 2      |
| 12     | Itálie             | 0     | 1       | 0     | 1      |
| 12     | Polsko             | 0     | 1       | 0     | 1      |
| 14     | Francie            | 0     | 0       | 1     | 1      |
| 14     | Čína               | 0     | 0       | 1     | 1      |
| 14     | Španělsko          | 0     | 0       | 1     | 1      |
| 14     | Slovensko          | 0     | 0       | 1     | 1      |
| 14     | Dánsko             | 0     | 0       | 1     | 1      |
| Celkem | Celkem             | 10    | 10      | 10    | 30     |

## Přehled medailí

### Mužské disciplíny
| Disciplína                      | Zlato | Čas     | Stříbro | Čas     | Bronz | Čas     |
| Dvojka s kormidelníkem M2+      | USA Matthew Guerrieri Kurt Borcherding Nicholas Anderson (k)                                                                             | 7:07,15 | Rumunsko Daniel Mastacan Nicolaie Taga Marin Gheorghe (k)                                                                                   | 7:10,11 | Francie Vincent Maliszewski Bernard Roche Anthony Cornet (k)                                                                               | 7:10,66 |
| Čtyřka s kormidelníkem M4+      | Spojené království Rick Dunn Toby Garbett Graham Smith Steve Williams Alistair Potts (k)                                                 | 6:16,81 | USA Ben Holbrook James Neil Garrett Klugh Ryan Torgerson Jeffrey Lindy (k)                                                                  | 6:18,53 | Německo Lars Erdmann Wolfram Huhn Lars Krisch Andreas Werner Joerg Dederding (k)                                                           | 6:21,57 |
| Skif LV LM1x                    | Česko Michal Vabroušek | 7:21,32 | Irsko Sam Lynch | 7:22,02 | Slovensko Luboš Podstupka | 7:27,94 |
| Párová čtyřka LV LM4x           | Japonsko Hitoshi Hase Takehiro Kubo Kazuaki Mimoto Daisaku Takeda                                                                        | 6:06,43 | Itálie Simone Forlani Daniele Gilardoni Franco Sancassani Mauro Baccelli                                                                    | 6:08,84 | Španělsko Juan Luis Aguirre Barco Ruben Alvarez Hoyos Alberto Dominguez Lorenzo Juan Zunzunegui Guimerans                                  | 6:09,34 |
| Dvojka bez kormidelníka LV LM2- | Kanada Ben Storey Edward Winchester | 6:49,55 | Spojené království Peter Haining Nick Strange                                                                                               | 6:50,18 | Dánsko Morten Hansen Skov Jesper Krogh | 6:50,26 |
| Osma LV LM8+                    | USA Erik Miller David Mack John Cashman Gabe Winkler William Fedyna Martin Schwartz Angus Maclaurin Steve Warner Joshua Fien-Helfman (k) | 5:55,04 | Spojené království Phil Baker Matt Beechey James Brown Ned Kittoe Stephen Lee James McGarva Jim McNiven Tim Middleton Christian Cormack (k) | 5:58,06 | Austrálie Andrew Black Shane Broad Andrew Butler Benjamin Ben Cureton Glen Loftus Karl Parker Matt Russel Michael Wiseman Kenneth Chan (k) | 5:59,70 |

### Ženské disciplíny
| Disciplína                      | Zlato                                                                         | Čas     | Stříbro                                                                     | Čas     | Bronz                                                                                                  | Čas     |
| Čtyřka bez kormidelnice W4-     | Bělorusko Iryna Bazyleuskaya Natallia Helakh Olga Tratsevskaya Marina Znak    | 6:44,90 | Polsko Aneta Belková Honorata Motylewská Iwona Tybinkowská Iwona Zygmuntová | 6:47,16 | Rumunsko Mariorara Ciobanu-Popescu Crina Serediucová Doina Spircuová-Craciunová Aurica Barascu-Chirita | 6:49,90 |
| Skif LV LW1x                    | Finsko Laila Finska-Bezerra                                                   | 8:13,50 | Německo Angelika Brandová                                                   | 8:20,53 | Irsko Sinead Jenningsová                                                                               | 8:24,30 |
| Párová čtyřka LV LW4x           | Německo Maja Darmstadtová Michelle Darvillová Anna Kleinzová Karin Stephanová | 6:54,16 | Austrálie Eliza Blairová Sally Causby Amber Halliday Catriona Roachová      | 6:56,78 | Čína Meiyun Tan Yanni Wang Yue Sun Xiujuan Song                                                        | 6:58,21 |
| Dvojka bez kormidelnice LV LW2- | Spojené království Malindi Myersová Miriam Taylorová                          | 7:32,93 | USA Stacey Borgmanová Catherine Humbletová                                  | 7:35,80 | Německo Janet Raduenzelová Gunda Reimersová                                                            | 7:49,94 |